# Armeniola laevis
Armeniola laevis är en bönsyrseart som beskrevs av Giglio-tos 1915. Armeniola laevis ingår i släktet Armeniola och familjen Mantidae. Inga underarter finns listade i Catalogue of Life.